# Боль (Словаччина)
Боль (словац. Boľ, угор. Boly) — село в Словаччині в Требішовському окрузі Кошицького краю. Село розташоване на висоті 105 м над рівнем моря. Населення — 690 чол. (2005). Вперше згадується в 1332 році.

## Географія
Протікають Войчанський канал; Північний Святушський канал і Західний лелеський канал.

## Населення
| Рік:            | 1994. | 2004.   | 2014.   | 2024.   |
| --------------- | ----- | ------- | ------- | ------- |
| Кількість осіб: | 685   | 691     | 711     | 726     |
| Різниця:        |       | +0,87 % | +2,89 % | +2,10 % |

| Рік:            | 2023. | 2024.   |
| --------------- | ----- | ------- |
| Кількість осіб: | 731   | 726     |
| Різниця:        |       | -0,68 % |